# Кхальгуксу
Кхальгуксу (кор. 칼국수) — корейское национальное блюдо, состоящее из пшеничной лапши, которая подается в большой миске с бульоном и различными ингредиентами. Традиционно считается сезонной пищей, употребляемой чаще всего летом. Его название происходит из факта, что лапша замешивается вручную, а позже нарезается большим ножом.

## История
Впервые данное блюдо было упомянуто в первой кулинарной книге, написанной на корейском языке. Кхальгуксу приобрело популярность после того, как в 1953 в качестве гуманитарной помощи в Корею было завезено огромное количество пшеничной муки.
Записи о лапше можно найти в документах эпохи Корё, но описания расплывчаты, а природа лапши неясна. В документе XII века «Зарисовки о Корё» (кор. 고려 도경) упоминается, что лапшу ели только в особых случаях, так как пшеничная мука, импортируемая из Китая, была очень дорогой. Описание приготовления кхальгуксу можно найти в более поздних документах.